# نهاد نمایندگی رهبری در دانشگاه‌ها
نهاد رهبری در دانشگاه‌ها نهادی است که با پیگیری رهبر جمهوری اسلامی ایران سید علی خامنه‌ای با اهدافی از قبیل ایجاد دانشگاه‌های متعهد و در محوریت بیان ارزش‌های اسلامی و ژرف نمودن در معلومات دینی-اعتقادی دانشجویان و همچنین براساس مصوبه شورای عالی انقلاب فرهنگی (اسفند ۱۳۷۲) مبنی بر تشکیل سازمان جدیدی به منظور اجرای خواسته‌های رهبر براساس مقاصد و وظایف تعیین شده ایجاد گردید. در حال حاضر ریاست آن بر عهده مصطفی رستمی است.

## ریاست نهاد
مصطفی رستمی رئیس نهاد نمایندگی رهبری در دانشگاه‌ها از شهریور ۱۳۹۷ است. پیش‌تر سید رضا صدر از سال ۱۳۷۲ تا ۱۳۷۷، محسن قمی از سال ۱۳۷۷ تا ۱۳۸۴ و محمد محمدیان از سال ۱۳۸۴ تا ۱۳۹۷ ریاست این نهاد بر عهده داشتند.

## اهداف
این نهاد اهدافی را برای خود مد نظر قرار داده‌است که از جمله آن می‌توان مختصراً به موارد ذیل اشاره نمود:
- القای حاکمیت به ارزش‌های اسلامی-انقلابی در کلیه مقاطع علمی-عملی
- گسترش و تعمیق معلومات و علایق اسلامی دانشگاهیان و بیان ارزش‌های اسلامی
- تشکیل و توسعه محیطی معنوی-اسلامی در دانشگاه
- برخورد با تبلیغات عقیدتی و اندیشه‌های غیر اسلامی[۱][۷]

## ارکان
ارکان نهاد نمایندگی شامل موارد ذیل می‌شود:
- شورای نمایندگان رهبری
- ریاست نهاد
- دفاتر نمایندگان در دانشگاه‌ها[۱][۱۲]

## اعضای شورای نمایندگان
اعضای شورای نمایندگان رهبری در دانشگاه‌ها با حکم مستقیم رهبر جمهوری اسلامی منصوب می شوند. در حال حاضر مصطفی رستمی، محمد محمدیان، علی رازینی، سید رضا صدر، ابراهیم کلانتری، محسن قمی، سید محمدحسن ابوترابی‌فرد، غلامرضا مصباحی‌مقدم و حسن رحیم‌پور ازغدی از اعضای شورای نمایندگان محسوب می‌شوند. ریاست شورای نمایندگان را محمد محمدیان بر عهده دارد.

## وساطت برای دانشجویان بازداشتی ۱۴۰۱
پس از شرکت برخی دانشجویان در اعتراضات سال ۱۴۰۱ و بازداشت آنها توسط نهادهای امنیتی، بسیاری از آنان با وساطت نهاد رهبری در دانشگاه‌ها از بازداشت آزاد شدند.